# Sparkassen-Eisdom

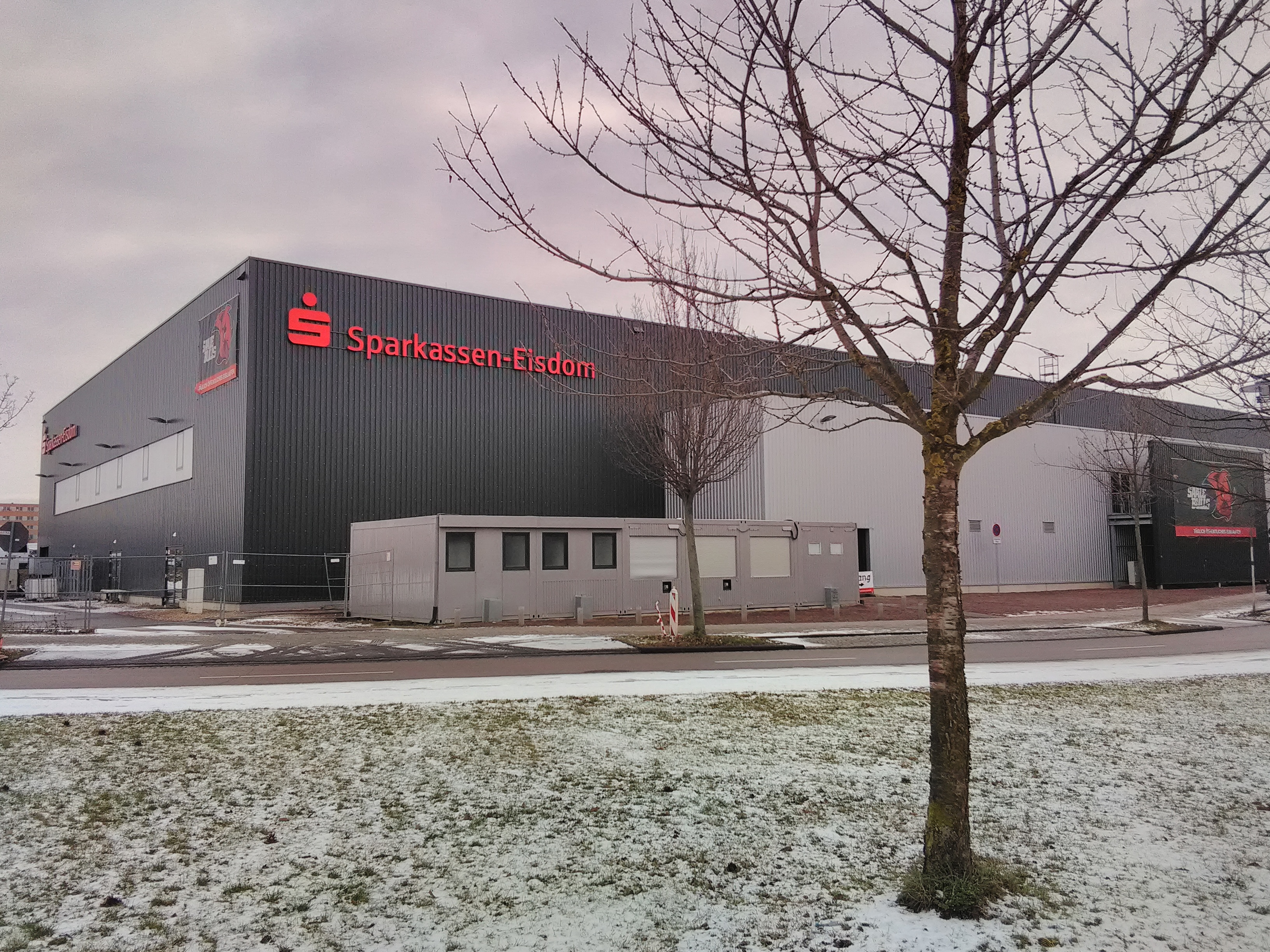
Sparkassen-Eisdom (2017)

Der Sparkassen-Eisdom in Halle (Saale) ist die einzige Eissporthalle in Sachsen-Anhalt und besitzt eine Kapazität von 1500 Plätzen.

## Geschichte
Die Halle wurde im Sommer 2014 erbaut und im September 2014 eröffnet, nachdem die vorherige Eissporthalle Halle beim Jahrhunderthochwasser 2013 zerstört wurde. Während der Saison 2013/14 fand der Eissport vorübergehend in einer Interimshalle an der Halle/Messe statt. Namenssponsor des Eisdoms ist die Saalesparkasse, die bis 2026 einen Werbe- und Sponsoringvertrag mit dem Eigentümer, der Stadt Halle (Saale), hat. Die Kosten der Namensrechte belaufen sich laut Vertrag auf 30.000 Euro jährlich.
Aktuell (Stand 2024) wird der Sparkassen-Eisdom umfangreich um- und ausgebaut. Ursprünglich war geplant, die Bauarbeiten während der Sommerpausen über einen Zeitraum von drei Jahren durchzuführen. Um die Bauzeit jedoch auf ein Jahr zu verkürzen, wird stattdessen eine provisorische Zeltlösung auf dem Gelände der SG Buna Halle-Neustadt in der Lilienstraße errichtet. Die Eröffnung des modernisierten Eisdoms ist für die Saison 2025/26 geplant.
Für den Ausbau stehen insgesamt 32,6 Millionen Euro zur Verfügung, wovon etwa 24,5 Millionen Euro aus Fluthilfemitteln von Bund und Ländern stammen. Die Stadt Halle trägt acht Millionen Euro Eigenmittel bei. Durch den Ausbau wird die Zuschauerkapazität um 1800 Plätze auf etwa 3300 Plätze erweitert. Zudem erhält die Halle neue feste Umkleidekabinen, eine leistungsfähige Lüftungsanlage, verbesserte Cateringmöglichkeiten und einen VIP-Bereich. Auch die provisorische mobile Eisanlage wird durch eine feste Anlage ersetzt. Zusätzlich werden 180 Fahrradständer und 256 Parkplätze gebaut.

## Sport
Die Halle ist Spielstätte der Heimspiele der Eishockeymannschaft der Saale Bulls.